# مارغريت ريا سيدون
مارغريت ريا سيدون (بالإنجليزية: Margaret Rhea Seddon)‏ (مواليد 8 نوفمبر، 1947) هي جراحة أمريكية ورائدة فضاء متقاعدة من وكالة ناسا. بعد اختيارها كجزء من أول مجموعة رواد فضاء تضم النساء في عام 1978، سافرت على متن ثلاث رحلات مكوك فضائي: كأخصائية بعثات على متن إس تي إس-51-دي وإس تي إس-40، وكقائدة حمولة في إس تي إس-58، لتكون بذلك قد أمضت 722 ساعة في الفضاء.
تخرجت سيدون من جامعة كاليفورنيا في بيركلي، وكلية الطب في جامعة تينيسي، وحصلت على درجة الدكتوراه في الطب عام 1973. أكملت تدريبها في مستشفى بابتيست التذكاري في ممفيس، وكانت طبيبة مقيمة لمدة ثلاث سنوات في مستشفيات جامعة تينيسي في ممفيس، حيث كانت المرأة الوحيدة في برنامج إقامة الجراحة العامة. كانت تعمل في أقسام الطوارئ في تينيسي، ميسيسبي وتكساس، قبل وأثناء وبعد مسيرتها المهنية في برنامج رواد الفضاء.
اختارت ناسا سيدون كمرشحة لرائدة فضاء في يناير من عام 1978، وأصبحت رائدة فضاء في أغسطس عام 1979. استخدمت خلال البعثة إس تي إس-51-دي في أبريل عام 1985، مهاراتها الجراحية في تشغيل منشار العظم الذي استخدمته في بناء أدوات إصلاح منزلية الصنع للأسطول الأمريكي للقمر الصناعي للاتصال المتزامن سينكوم-3. كانت بعثة إس تي إس-40 سبيس لاب لايف ساينسز (إس إل إس-1) في يونيو عام 1991 مخصصة لعلوم الفضاء والحياة، والتي اختبر طاقمها خلالها تجارب استكشفت استجابة البشر والحيوانات والخلايا للجاذبية الصغرى وإعادة التأقلم مع جاذبية الأرض عند العودة. تضمنت بعض الحمولات الأخرى تجارب مصممة بغرض دراسة علم المواد، وبيولوجيا الأرض والإشعاع الكوني وإجراء اختبارات لأجهزة مقترحة لمرفق المحافظة على الصحة في محطة الفضاء فريدوم. كانت سيدون قائدة الحمولة الصافية في بعثة إس تي إس-58 سبيس لاب لايف ساينسز-2 (إس إل إس-2). أجرى الطاقم خلال الرحلة التي استمرت 14 يومًا في أكتوبر ونوفمبر عام 1993، تجارب طبية على الدهليز العصبي، وقلبية وعائية، وقلبية رئوية على أنفسهم وعلى 48 جرذ، مما وسع معرفتنا بكل من فيزيولوجية الإنسان والحيوان على الأرض وفي رحلات الفضاء. إضافة إلى ذلك، أجرى الطاقم عشر اختبارات هندسية خارج المكوك الفضائي كولومبيا وتسع تجارب للمشروع الطبي للمركبة المدارية التي تمددت مدتها.
تضمن عملها في ناسا أيضًا تطوير برنامج مركبة مكوك الفضاء المدارية والحمولة، ومخبر تكامل أنظمة إلكترونيات الطيران للمكوك، وملف بيانات رحلة الطيران وأدوات المكوك الطبية وقائمة تدقيق الإطلاق والهبوط. كانت طبيبة إنقاذ هيليكوبتر في رحلات المكوك الأولى وعضوًا في طاقم الدعم لبعثة إس تي إس-6. عملت في اللجنة الاستشارية الطبية الفضائية في ناسا كمساعدة تقنية لمدير عمليات طاقم الرحلة، وكمسؤولة تواصل كبسولة (كابكوم) في مركز إدارة البعثات. ندبتها ناسا في سبتمبر عام 1996، إلى الكلية الطبية في جامعة فاندربيلت في ناشفيل، تينيسي. ساعدت في التحضير لتجارب قلبية وعائية أطلقت من مكوك الفضاء كولومبيا إلى الخارج خلال رحلة نيورولاب سبيسلاب في أبريل عام 1998. تقاعدت سيدون من ناسا في نوفمبر عام 1997. أصبحت بعد ذلك المسؤولة الطبية في مجموعة فاندربيلت الطبية.

## بداية حياتها وتعليمها
ولدت مارغريت ريا سيدون في مورفريسبورو التابعة لولاية تينيسي، بتاريخ 8 نوفمبر عام 1947، وهي الطفل الأول لإدوارد سي. سيدون، الذي كان محاميًا، وزوجته كليتون رانسوم (كنيتها قبل الزواج دان). سميت مارغريت على اسم جدتها من جهة والدتها. كان لديها أخت صغرى اسمها لويز. نشأت في مورفريسبورو، حيث التحقت بمدرسة سانت روز ليما الكاثوليكية. لم تدرّس الراهبات في سانت روز العلوم حتى جعلت أزمة سبونتيك من ذلك أولوية وطنية. تم في حينها توظيف مدرس علوم، وبدأت سيدون دراسة العلوم في الصف السابع. في عام 1960، كتبت تقريرًا مدرسيًا حول ما يمكن أن يحدث للناس الذين غامروا بالذهاب إلى الفضاء. التحقت بعدها بالمدرسة الثانوية المركزية في مورفريسبورو، حيث كانت مشجعة فيها. تخرجت في عام 1965.
كانت لويس كينيدي، وهي إحدى صديقات العائلة، طبيبةً- عملت سيدون في مكتبها في أحد فصول الصيف- وألهمتها لمتابعة مهنة الطب. نصحتها فلورنس ريدلي وهي صديقة للعائلة، وبروفسورة في اللغة الإنجليزية في جامعة كاليفورنيا، لوس أنجلس، ببعض الجامعات في كاليفورنيا التي تقدم برامج علوم حياة جيدة. التحقت سيدون بجامعة كاليفورنيا، بيركلي، حيث انضمت إلى النادي النسائي سيغما كابا. كان والدها عضوًا في مجلس إدارة مستشفى مقاطعة روذرفورد، الذي كان يفتتح وحدة رعاية إكليلية جديدة في الصيف الذي تلا سنتها الأولى في الجامعة، ورتب أن تقضي سيدون الصيف هناك كمساعدة، لكن تم تأخير افتتاح المركز الجديد، وأمضت الصيف تعمل في وحدة الجراحة، حيث قررت أن تصبح جراحة. حصلت على درجة بكالوريوس في الفيزيولوجيا عام 1970.
خلال سنتها الأخيرة في بيركلي، حصلت سيدون على قبول في كلية الطب بجامعة تينيسي. عندما سجلت في الجامعة عام 1970، كان هناك ست نساء فقط في صف يحوي أكثر من 100 طالب طب. حصلت على شهادة الدكتوراه في الطب عام 1973. دفع والدها لها ثمن دروس تعلم الطيران كهدية لتخرجها. أجرت سيدون تدريبها في مستشفى بابتيست التذكاري في ممفيس. لم يكن يسمح بدخول النساء إلى صالة الأطباء الجراحين، لذا كان عليها أن تنتظر بين الحالات على كرسي قابل للطي في حمام الممرضات. قضت بعدها ثلاث سنوات كطبيبة مقيمة في مستشفيات جامعة تينيسي في ممفيس، حيث كانت المرأة الوحيدة في برنامج الإقامة الخاص بالجراحة العامة. عملت أيضًا في أقسام الطوارئ في عدة مشافي في ميسيسبي وتينيسي، على الرغم من كون ذلك مخالف لقواعد برنامج الإقامة.

## ريادة الفضاء
شاركت في المهمات الفضائية:
- STS-51-D
- STS-40
- STS-58.

## جوائز
حصلت على جوائز منها:
- Tennessee Women's Hall of Fame.